# 3カウント
「3カウント」（スリー カウント）は、ゆずの楽曲で、通算11枚目のシングル。2001年5月23日に発売。発売元はセーニャ・アンド・カンパニー。

## 解説
表題曲は、日本中央競馬会（JRA）イメージソング。もともとの曲名は「圏外」だったが、競馬ではあまり良くない言葉のため「3カウント」になった。
これまでシングルに3曲（もしくはそれ以上）収録されてきたが、初めて2曲のみの収録となった。

## 収録曲
1. 3カウント　（3:34）
  - 作詞・作曲: 岩沢厚治
2. 夕暮れどき　（4:38）
  - 作詞: 北川悠仁　作曲: 北川悠仁・寺岡呼人

## 収録作品
- 3カウント
  - ユズモア
  - Going 2001-2005
  - YUZU 20th Anniversary ALL TIME BEST ALBUM ゆずイロハ 1997-2017
- 3カウント （Live Version #1）
  - 歌時記 〜ふたりのビッグ（エッグ）ショー篇〜
- 3カウント （Live Version #2）
  - ゆずのみ〜拍手喝祭〜 日替わり全曲集+1
- 夕暮れどき
※アルバム未収録